# A Lucky Holdup
A Lucky Holdup è un cortometraggio muto del 1912 diretto da Delmar E. Clarke.

## Produzione
Il film fu prodotto dalla Eclair American.

## Distribuzione
Distribuito dalla Universal Film Manufacturing Company, il film - un cortometraggio in una bobina - uscì nelle sale cinematografiche statunitensi l'11 aprile 1912.